# Бамбанг Памунгкас
Бамбанг Памунгкас (індонез. Bambang Pamungkas; 10 червня 1980, Семаранг), також відомий як Бепе — індонезійський футболіст, який грав у Індонезійській суперлізі, а також виступав за національну збірну Індонезії з футболу. Він виступає на позиції нападника. Бамбанг Памунгкас став відомим у футболі Південно-Східної Азії після того, як він забив єдиний м'яч індонезійської збірної у матчі проти збірної Малайзії у півфіналі Tiger Cup 2002 року, і став найкращим бомбардиром турніру із 8 забитими м'ячами.
Бамбанг відомий націленістю в боротьбі за м'яч, і відзначається точністю у пробитті пенальті. Він зіграв 85 матчів та забив 37 м'ячів у складі збірної Індонезії, і, напевно, вважається найпопулярнішим гравцем збірної серед уболівальників. Він обраний одним із десяти найкращих футболістів Азії 2012 року за версією сайту ESPN Soccernet.

## Клубна кар'єра
Бамбанг Памунгкас грав за кілька юнацьких клубів у своєму рідному місті, і розпочав професійну кар'єру у клубі «Персіджа» (Джакарта). У перший же рік у клубі він став найкращим бомбардиром команди в індонезійській лізі із 24 забитими м'ячами. У 2000 році він отримав запрошення від клубу нідерландського третього дивізіону «ЕГК Норад» із Хунсбрука. Але за 4 місяці футболіст повернувся до «Персії», як тільки індонезійський клуб покликав його назад.
Бамбанг допоміг своєму клубу виграти індонезійську лігу в 2001 році, і був обраний найкращим гравцем чемпіонату. У 2004 році «Персіджа» поступилась чемпіону ліги лише одним пунктом, а у 2005 році програла у фіналі чемпіонату з рахунком 2-3 команді «Персіпура Джаяпура».
Незабаром Бамбанг Памунгкас приймає рішення перейти до складу клубу Малайзійської футбольної ліги «Селангор» услід за товаришем по національній збірній Еліе Айбоєм. У перший сезон у Малайзії Бамбанг виграє з клубом чемпіонат Малайзії, Кубок Малайзії і Кубок Футбольної Асоціації Малайзії, а також стає найкращим бомбардиром чемпіонату, відзначившись 23 м'ячами у 24 іграх за клуб. Усього протягом двох сезонів у малайзійському клубі нападник відзначився 63 забитими м'ячами у 4 турнірах: Малайзійській Прем'єр-лізі, Кубку Малайзії, Кубку Футбольної Асоціації Малайзії та Кубку АФК. По закінченні контракту з малайзійським клубом знову повернувся до «Персії». Незважаючи на це, що протягом футбольної кар'єри він відзначився 158 забитими м'ячами в індонезійському чемпіонаті, Бамбанг невдовзі втратив місце в національній збірній на користь народжених за кордоном талантів.
У 2008 році англійський клуб «Дербі Каунті» цікавився Памунгкасом, а в 2010 році він їздив на перегляд до новозеландського клубу «Веллінгтон Фенікс», але контракт із клубом так і не підписав.
9 грудня 2013 року Бамбанг Памунгкас підписав однорічний контракт із іншим індонезійським клубом «Пеліта Бандунг Рая», а 3 грудня 2014 року в черговий раз повернувся до клубу «Персіджа». У 2019 році Бамбанг завершив виступи на футбольних полях.

## Виступи за збірну
У 1998 році Бамбанг Памунгкас розпочав виступи у збірних своєї країни, після того, як він був обраний до складу юнацької збірної Індонезії. Він відзначився 7 забитими м'ячами у V групі відбору до Кубку Азії для збірних віком до 19 років, та став найкращим бомбардиром змагань. Наступного року він розпочав виступи і у національній збірній Індонезії, відзначившись забитим м'ячем уже у своєму першому матчі за головну збірну у грі проти литовської збірної. Усього  в іграх за національну збірну він забив 37 м'ячів, і є найкращим бомбардиром команди за всю її історію.
Бамбанг Памунгкас брав участь у чотирьох відбіркових турнірах до чемпіонатів світу — 2002, 2006, 2010 та 2014, у яких зіграв 14 матчів та тричі відзначився у воротах суперників. Він також брав участь у трьох Кубках Азії — 2000, 2004 і 2007 років. Він відзначився забитим м'ячем у ворота збірної Бахрейну на Кубок Азії 2007, у якому його команда здобула перемогу з рахунком 2-1.
На «Tiger Cup» 2002 року Бамбанг став найкращим бомбардиром турніру з 8 забитими м'ячами, але у зв'язку з травмою пропустив турнір 2004 року. Він зробив дубль у ворота збірних М'янми та Камбоджі на кубку Сузукі 2008 року. На кубку Сузукі 2010 року Бамбанг знову відзначився дублем у грі проти збірної Таїланду, причому обидва м'ячі забив із пенальті. Усього  він відзначився 12 разів у чемпіонатах АСЕАН, і входить у п'ятірку найкращих бомбардирів цього турніру за всю його історію.

### Забиті м'ячі Бамбанга Памунгкаса в іграх за збірну
До списку входять м'ячі, забиті Бамбангом Памунгкасом у матчах національної збірної, та визнані ФІФА:
| №   | Дата              | Стадіон                     | Суперник      | Рахунок | Результат | Змагання                            |
| --- | ----------------- | --------------------------- | ------------- | ------- | --------- | ----------------------------------- |
| 1.  | 2 червня 1999     | Валга, Естонія              | Литва         | 2-2     | Нічия     | Товариський                         |
| 2.  | 2 серпня 1999     | Бандар-Сері-Бегаван, Бруней | Малайзія      | 6-0     | Перемога  | Ігри Південно-Східної Азії          |
| 3.  | 2 серпня 1999     | Бандар-Сері-Бегаван, Бруней | Малайзія      | 6-0     | Перемога  | Ігри Південно-Східної Азії          |
| 4.  | 30 жовтня 1999    | Пномпень, Камбоджа          | Камбоджа      | 5-1     | Перемога  | Кубок Азії (кваліфікація)           |
| 5.  | 14 листопада 1999 | Джакарта, Індонезія         | Гонконг       | 3-1     | Перемога  | Кубок Азії (кваліфікація)           |
| 6.  | 20 листопада 1999 | Джакарта, Індонезія         | Камбоджа      | 9-2     | Перемога  | Кубок Азії (кваліфікація)           |
| 7.  | 20 листопада 1999 | Джакарта, Індонезія         | Камбоджа      | 9-2     | Перемога  | Кубок Азії з футболу (кваліфікація) |
| 8.  | 8 квітня 2001     | Джакарта, Індонезія         | Мальдіви      | 5-0     | Перемога  | Кваліфікація до ЧС-2002             |
| 9.  | 29 квітня 2001    | Пномпень, Камбоджа          | Камбоджа      | 2-0     | Перемога  | Кваліфікація до ЧС-2002             |
| 10. | 17 грудня 2002    | Джакарта, Індонезія         | Камбоджа      | 4-2     | Перемога  | «Tiger Cup»                         |
| 11. | 17 грудня 2002    | Джакарта, Індонезія         | Камбоджа      | 4-2     | Перемога  | «Tiger Cup»                         |
| 12. | 17 грудня 2002    | Джакарта, Індонезія         | Камбоджа      | 4-2     | Перемога  | «Tiger Cup»                         |
| 13. | 23 грудня 2002    | Джакарта, Індонезія         | Філіппіни     | 13-1    | Перемога  | «Tiger Cup»                         |
| 14. | 23 грудня 2002    | Джакарта, Індонезія         | Філіппіни     | 13-1    | Перемога  | «Tiger Cup»                         |
| 15. | 23 грудня 2002    | Джакарта, Індонезія         | Філіппіни     | 13-1    | Перемога  | «Tiger Cup»                         |
| 16. | 23 грудня 2002    | Джакарта, Індонезія         | Філіппіни     | 13-1    | Перемога  | «Tiger Cup»                         |
| 17. | 27 грудня 2002    | Джакарта, Індонезія         | Малайзія      | 1-0     | Перемога  | «Tiger Cup»                         |
| 18. | 12 лютого 2004    | Амман, Йорданія             | Йорданія      | 1-2     | Поразка   | Товариський                         |
| 19. | 23 серпня 2006    | Шах-Алам, Малайзія          | Малайзія      | 1-1     | Нічия     | Кубок Мердека                       |
| 20. | 1 червня 2007     | Джакарта, Індонезія         | Гонконг       | 3-0     | Перемога  | Товариський                         |
| 21. | 21 червня 2007    | Джакарта, Індонезія         | Ямайка        | 2-1     | Перемога  | Товариський                         |
| 22. | 21 червня 2007    | Джакарта, Індонезія         | Ямайка        | 2-1     | Перемога  | Товариський                         |
| 23. | 10 липня 2007     | Джакарта, Індонезія         | Бахрейн       | 2-1     | Перемога  | Кубок Азії                          |
| 24. | 25 квітня 2008    | Бандунг, Індонезія          | Ємен          | 1-0     | Перемога  | Товариський                         |
| 25. | 6 червня 2008     | Сурабая, Індонезія          | Малайзія      | 1-1     | Нічия     | Товариський                         |
| 26. | 11 червня 2008    | Сурабая, Індонезія          | В'єтнам       | 1-0     | Перемога  | Товариський                         |
| 27. | 21 серпня 2008    | Джакарта, Індонезія         | Камбоджа      | 7-0     | Перемога  | Кубок Незалежності Індонезії        |
| 28. | 25 серпня 2008    | Джакарта, Індонезія         | М'янма        | 4-0     | Перемога  | Кубок Незалежності Індонезії        |
| 29. | 5 грудня 2008     | Джакарта, Індонезія         | М'янма        | 3-0     | Перемога  | кубок Сузукі                        |
| 30. | 7 грудня 2008     | Джакарта, Індонезія         | Камбоджа      | 4-0     | Перемога  | кубок Сузукі                        |
| 31. | 14 листопада 2009 | Ель-Кувейт, Кувейт          | Кувейт        | 1-2     | Поразка   | Кубок Азії (кваліфікація)           |
| 32. | 21 листопада 2010 | Палембанг, Індонезія        | Східний Тимор | 6-0     | Перемога  | Товариський                         |
| 33. | 7 грудня 2010     | Джакарта, Індонезія         | Таїланд       | 2-1     | Перемога  | кубок Сузукі                        |
| 34. | 7 листопада 2010  | Джакарта, Індонезія         | Таїланд       | 2-1     | Перемога  | кубок Сузукі                        |
| 35. | 22 серпня 2011    | Суракарта, Індонезія        | Палестина     | 4-1     | Перемога  | Товариський                         |
| 36. | 22 серпня 2011    | Суракарта, Індонезія        | Палестина     | 4-1     | Перемога  | Товариський                         |
| 37. | 15 листопада 2011 | Джакарта, Індонезія         | Іран          | 9-4     | Перемога  | Кваліфікація до ЧС-2014             |

## Скандали і громадська діяльність
Бамбанг Памунгкас, разом із Ісметом Софіяном і Лео Сапутра, вважається причетним до нападу на бразильського футболіста Хілтона Морейру в готелі 18 грудня 2011 року після матчу «Персіджі» із «Шривіджаї», який буцімто був спровокований поведінкою Морейри під час матчу.
Бамбанг Памунгкас є одним із лідерів руху за права і добробут спортсменів в Індонезії.

## Тренерська кар'єра
Після завершення виступів на футбольних полях Бамбанг Памунгкас у 2020—2022 роках з перервою двічі очолював тренерський штаб своєї колишньої команди «Персіджа».

## Особисте життя
Бамбанг Памунгкас одружений з Трібуаною Тунгга Деві, з якою в шлюбі має троє дітей — Сальсу Алісію, Джейн Абель та Сіяуру Абану. Сам Бамбанг є другою дитиною із семи у батьків. Він ніколи не думав стати професійним футболістом, захоплювався читанням та приготуванням їжі, і хоче стати вчителем або шеф-кухарем після закінчення футбольної кар'єри.
Бамбанг відводить багато часу на благодійність, він заснував Фонд Бамбанга Памунгкаса, який надає фінансову та матеріальну допомогу індонезійським школам. Він також долучився до збору коштів для допомоги хворим раком індонезійським дітям.

## Публічна фігура
Як досить відома публічна фігура, Бамбанг Памунгкас представляв продукцію кількох відомих торговельних марок, зокрема «Biskuat», «Ti Phone», «Nike», і «Bodrex».
Бамбанг також написав книжку індонезійською мовою Ketika Jemariku Menari, у якій розповідає про своє життя, кар'єру та своїх товаришів у клубі та національній збірній. Вихід книги був приурочений до початку чемпіонату АСЕАН з футболу 2010 року. Колишній головний тренер збірної Індонезії Іван Колев висловився про книгу Бамбанга так: «Такий нападник є рідкістю в Індонезії. Професіоналізм і точне виконання своїх обов'язків є рідкісними якостями для індонезійських футболістів».

## Літні Олімпійські Ігри
Бамбанг Памунгкас був обраний одним із факелоносців, що несли олімпійський вогонь під час Літніх Олімпійських ігор 2012 року через Колдердейл 24 червня 2012 року.

## Титули і досягнення
«Персіджа»
- Чемпіон Індонезії: 2001

«Селангор»
- Чемпіон Малайзії: 2005
- Володар Кубку Малайзії: 2005
- Володар Кубку Футбольної Асоціації Малайзії: 2005